# Thyssen Telecom
Die Thyssen Telecom AG mit Sitz in Düsseldorf war ein Telekommunikationsunternehmen. Das Unternehmen wurde Ende 1994 gegründet und wurde 1998 in eine GmbH umgewandelt.
Zu den Hauptaktionären zählten das Bankhaus Sal. Oppenheim (Köln), die Commerzbank, die Westdeutsche Landesbank, ein Konsortium unter Führung der WGZ-Bank, die ING Groep (Amsterdam) und Part'Com S. A. (Paris). Die Beteiligungen liegen zwischen 3 und 11 Prozent und summierten sich zu insgesamt 27,3 Prozent.
Der Mutterkonzern Thyssen mit Sitz in Duisburg rangierte Anfang der 1990er Jahre auf Platz neun der größten bundesdeutschen Industrieunternehmen und erwirtschaftete einen Umsatz 35,8 Mrd. DM (1992) sowie einen Jahresüberschuss von 350 Mio. DM.
In den 1990er Jahren expandierte das Unternehmen unter Hans-Peter Kohlhammer stark. Gekauft und als Tochterunternehmen geführt wurden unter anderem die T-Net Gesellschaft für Netzwerk Services unter Beteiligung der Thyssen Telecom, E-Plus unter Beteiligung von BellSouth, dem Bankhaus Sal. Oppenheim, IS Internet Services (Hamburg), Plusnet Gesellschaft für Netzwerk Services (Düsseldorf), Plusnet AG (Schweiz), Infomedia, Spaceline Communication Services. Nach einem Strategiewechsel des Mutterunternehmens ThyssenKrupp und sich ändernden Rahmenbedingungen trennte man sich von Geschäftsfeldern: Thyssen Telecom hatte seine 30,1-Prozent-Beteiligung an E-Plus für 2,26 Mrd. DM an die gemeinsame Telefongesellschaft von Veba und RWE, Otelo Communication, veräußert. Die Festnetzgesellschaft Plusnet Gesellschaft für Netzwerk Services wurde 1998 veräußert. Esprit Telecom hatte für die Übernahme rund 315 Mio. DM gezahlt.
Thyssen Telecom bewarb sich erfolglos um die Übernahme von 49,8 Prozent an der Bahn-Tochter DBKom; im Juli 1996 erwarb CNI (Mannesmann AG, Deutsche Bank AG, Unisource u. a.) für knapp drei Milliarden Mark dieses Paket, welches unter dem Namen Arcor bekannt wurde.
Thyssen Telecom besaß ca. 50 Großkunden im Bereich der Corporate Network und strebte an, bis 2003 acht Milliarden Mark umzusetzen und Marktführer im Marktsegment der Privatkunden mit Universalversorgung zu sein.
Thyssen Telecom bot bereits Mitte der 1990er Jahre gemeinsam mit dem Münchner Kabelnetzbetreiber KMS einen High-Speed-Internetzugang über das Kabelnetz an, der eine Datenrate von bis zu 550 kBit/s liefern konnte und einen Pauschalpreis von 85 Mark pro Monat kostete.
Thyssen Telecom pflegte eine Kooperation mit der US-amerikanischen Gesellschaft BellSouth.
Das zu diesem Zeitpunkt als ThyssenKrupp Information Services GmbH firmierende Unternehmen zog 2010 nach Essen um und verschmolz 2017 auf die thyssenkrupp Technologies Beteiligungen GmbH.
Siehe auch: Mannesmann Eurokom